# 福岡県立八女高等学校
福岡県立八女高等学校（ふくおかけんりつ やめこうとうがっこう, 英語: Fukuoka Prefectural Yame High School）は、福岡県筑後市和泉にある県立の高等学校。

## 概要
歴史
1908年（明治41年）に開校した「八女中学校」（旧制中学校）を前身とする。1948年（昭和23年）の学制改革で新制高等学校「福岡県立八女高等学校」となった。創立以来、卒業生数は2万8千名を超える。2023年（令和5年）に創立115周年を迎えた。
設置課程・学科
全日制課程 普通科
- 定員は1学年6学級240名。
- 生徒の多くは国公立大学、私立大学等の上級学校へ進学する。
- 2年次に理系・文系に分かれ、3年次には文系が国立文系・私立文系に分かれる。
- 1年次には1クラス、2年次以降は理系･文系それぞれ1クラスずつ習熟クラスが設けられる。公務員クラスも存在する。

通学区
「福岡県第9学区」（筑後市・八女市・八女郡全域）
- 久留米市のうち荒木中学校・三潴中学校
- みやま市のうち東山中学校
- 三潴郡大木町

校是
「文武両道・質実剛健」
校章
柏の葉を図案化したもので、中央に「八高」の文字（旧字体）を置いている。八女中学校時代には桜の上に「八中」の文字を剣とペンで表し、文武兼備たるべき意をかねている。
校歌
- 八女高等学校校歌「ときはの森」- 作詞は沢瀉久孝、作曲は薮文人による。歌詞は3番まである。
- 旧制八女中学校校歌「暁」- 作詞は調慧心、作曲は吉田信太による。歌詞は5番まであり、現在もなお在校生は、八女中校歌の「八女中学」の小節を「八女高校」に読み替え、校歌として歌い継いでいる。[1]

同窓会
「八女中・八女高大同窓会」と称し、毎年5月に八女中・八女高同窓会が開かれる。関東・関西・筑後・八女に支部を置く。
通学手段
原則として自転車または徒歩通学だが、16歳になり次第学校に申請した上でバイク免許の取得ができる。また、学校から半径8km以上の範囲に住む生徒は学校の許可をとればバイク通学できる。

## 沿革
旧制中学校（男子校）時代
- 1908年（明治41年）
  - 3月18日 - 「福岡県立八女中学校」の開校の件が許可される[2]（定員を600名、入学資格を尋常小学校修了者、修業年限を5年とする）。
  - 3月29日 - 八女郡二川村への設置・開校が福岡県知事により告示される。仮事務所が八女郡教育会附属図書館に設置される。
  - 4月16日 - 八女郡会議事堂（後の八女市町村会館）および福島尋常小学校において、入学試験を実施。
  - 4月25日 - 八女郡准教員養成所を仮校舎として授業を開始。
  - 5月30日 - 開校式を挙行。初代校長は平井政愛。
- 1909年（明治42年）
  - 3月 - 新校舎（第二棟6教室）が完成。
  - 4月 - 新校舎に移転。民営下宿所を准寄宿舎として使用を開始。
- 1910年（明治43年）3月 - 校舎（第三棟）が完成。
- 1911年（明治44年）
  - 3月 - 博物・物理特別教室棟が完成。
  - 6月 - 寄宿舎3棟が完成。
  - 12月 - 本館が完成。
- 1912年（明治45年）3月 - 第一棟が完成。この年、校歌を制定。
- 1913年（大正2年）1月 - 講堂・剣道場が完成。
- 1914年（大正3年）3月 - 定員を700名に増員。
- 1916年（大正5年）3月 - 定員を800名に増員。
- 1920年（大正9年）2月 - 福岡県立八女工業学校を併置。校舎第四棟が完成。
- 1921年（大正10年）
  - 3月 - 定員を1,000名に増員。
  - 12月 - 財団法人八女中学校育英会を設立。
- 1922年（大正11年）3月 - 定員を1,200名に増員。
- 1925年（大正14年）4月1日 - 「福岡県八女中学校」と改称。
- 1927年（昭和2年）1月 - 校舎第五棟が完成。
- 1932年（昭和7年）4月 - 定員を750名とする。
- 1936年（昭和11年）3月 - 定員を1,200名とする。補習科（定員30名）を設置。
- 1944年（昭和19年）10月 - 通年の学徒・勤労動員で授業が停止状態となる。
- 1945年（昭和20年）
  - 3月 - 教育ニ関スル戦時非常措置方策により、4年・5年合同の卒業式を挙行。
  - 8月 - 終戦により、学徒・勤労動員が終了。
- 1947年（昭和22年）4月1日 - 学制改革が行われる（六・三制の実施、新制中学校の発足）。
  - 旧制中学校としての生徒募集を停止。
  - 経過措置として、新制中学校を併設し（以下・併設中学校）、旧制中学校1・2年修了者を新制中学校2・3年生として収容。

新制高等学校
- 1948年（昭和23年）4月1日 - 学制改革により「福岡県立八女高等学校」（現校名）と改称。この時点では男子校であった。
  - 併設中学校卒業者（3年修了者）を新制高校1年生、旧制中学校4・5年修了者を新制高校2・3年生として収容。
  - 併設中学校を継承し、1946年（昭和21年）4月に旧制中学校へ最後に入学した3年生のみとなる。
  - 定員を750名とする。
- 1949年（昭和24年）
  - 2月 - 新校歌を制定。
  - 3月 - 最後の卒業生を送り出し、併設中学校を廃止。
  - 4月1日 - 学区制・男女共学を実施。女子生徒176名が入学。
- 1952年（昭和27年）12月 - 体育館が完成。
- 1957年（昭和32年）4月 - 学区を改定。新学区は広川・福島・南・筑南・八幡・古川・水田・羽犬塚・岡山・荒木・花宗・東山の各中学区となる。
- 1958年（昭和33年）
  - 8月 - 第40回全国高等学校野球選手権大会（夏の甲子園）に出場。長野・松商学園に勝利し、3回戦に進むも、板東英二擁する徳島商業に惜敗する。
  - 9月 - 創立50周年記念図書館が開館。
- 1959年（昭和34年）3月 - 校旗を制定。
- 1966年（昭和41年）
  - 1月 - 同窓会館竣工
  - 12月 - 1963年（昭和38年）から続いていた校舎改築工事（第一～五期）が完了。
- 1970年（昭和45年）7月 - 校友会が発足。
- 1973年（昭和48年）4月 - 通学区が筑後市・八女市・八女郡全域と久留米市（荒木）、三潴郡（三潴・大木）、山門郡（東山）の各中学校区に拡大される。
- 1975年（昭和50年）3月 - 武道場が完成。
- 1977年（昭和52年）
  - 3月 - 新体育館が完成。
  - 9月 - 弓道場が完成。
- 1979年（昭和54年）3月 - 同窓会館「泉ヶ丘会館」が完成。
- 1980年（昭和55年）5月 - 八女高音頭が完成。
- 1981年（昭和56年）3月 - 新プールが完成。
- 1983年（昭和58年）- 2教室を増築。
- 1984年（昭和59年）4月 - 運動場を整備。
- 1988年（昭和63年）- 創立80周年を記念して、校訓「質実剛健」を制定。
- 1989年（平成元年）9月 - 本館を増築。
- 1991年（平成3年）2月 - 図書館の大規模改造を実施。
- 1994年（平成6年）2月 - 多目的アリーナが完成。
- 2004年（平成16年）10月30日 - 1999年（平成11年）から開始した校改築舎工事（第一～四期）が完了。
- 2007年（平成19年）4月 - 応援団を創設。
- 2008年（平成20年）
  - 9月 - 同窓会館「泉ヶ丘会館」および体育館（武道場）を改築。
  - 10月 - 新弓道場が完成。
  - 11月 - 創立100周年記念式を挙行。
- 2018年（平成30年）11月 - 創立110周年記念式を挙行。

## 部活動
運動部
- 弓道部
- 剣道部
- 野球部
- 卓球部
- 陸上競技部
- バスケットボール部
- バレーボール部
- サッカー部
- ソフトテニス部
- 硬式テニス部
- バドミントン部
- 水泳部
- ダンス部
- 総合運動部
- 應援團

文化部
- 文芸部
- 放送弁論部
- 映演部
- 吹奏楽部
- 書道部
- 美術部
- 華道部
- 茶道部
- ホームメイキング部
- 自然科学部

## 著名な学校関係者

### 旧制・八女中学校
軍人
- 第1回生 : 木下俊蔵 - 軍人（陸軍士官学校卒、大日本帝国陸軍大尉、大正9年シベリア出兵時に戦死）
- 第23回生 : 小島直記 - 軍人（大日本帝国海軍大尉）、小説家（1919～2008）
- 第24回生 : 河島義夫 - 軍人（海軍兵学校69期）
- 第25回生 : 平島俊郎 - 軍人（海軍兵学校70期、大日本帝国海軍少佐、フィリピン島東方にて戦死、攻405）
- 第26回生
  - 川島巌 - 軍人（海軍兵学校71期、大日本帝国海軍少佐、沖縄八重岳方面にて戦死、沖縄根）
  - 木下芳夫 - 軍人（海軍兵学校71期、大日本帝国海軍少佐、台湾方面にて戦死、戦308）
  - 大淵浩 - 軍人（海軍兵学校71期、大日本帝国海軍少佐、ルソン島付近にて戦死、戦308）
  - 川島健作 - 軍人（海軍兵学校71期）
- 第27回生
  - 大坪久幸 - 軍人（海軍兵学校72期）
  - 蒲池経春 - 軍人（海軍兵学校72期、大日本帝国海軍大尉、南シナ海にて戦死、954空）
- 第28回生
  - 寺山文融 - 軍人（海軍兵学校73期）
  - 川島健作 - 軍人（海軍兵学校73期）
  - 神吉弥彦 - 軍人（海軍兵学校73期、航空自衛隊第7航空団飛行群司令、後に空将）
- 第29回生 : 秀徳長次 - 軍人（海軍兵学校74期）

文化人等
- 第4回生 : 田崎広助 - 洋画家
- 第7回生 : 荒木萬壽夫 - 逓信省・商工省官僚、衆議院議員、文部大臣、行政管理庁長官（1901～1973）
- 第9回生 : 稲富稜人 - 衆議院議員
- 第10回生
  - 松枝玉記 - 人間国宝
  - 東勇路 - 俳優
- 第25回生
  - 小島直記 - 作家
  - 中薗英助（本名中園英樹） - 作家
- 第36回生 : 川崎洋 - 詩人

関係者
- 向坂逸郎：マルクス経済学者
- 五木寛之：作家（併設中学校2回生）
- 水尾比呂志：美術史家

### 八女高等学校
- 第1回生：松永伍一 - 詩人 (1930～2008）
- 第2回生：熊谷弘 - 指揮者
- 第4回生：重富吉之助 - 参議院議員・総務庁審議官
- 第13回生
  - 服部征夫 - 東京都台東区長、台東区議会議員、東京都議会議員
  - 才所俊郎 - プロ野球選手
- 第16回生：矢野晃 - プロ野球選手
- 第20回生
  - 玉木康裕 - タマホーム創業者
  - 田島照久 - アートディレクター、グラフィックデザイナー、写真家
- 第21回生：田中健（本名：田中研一） - 俳優・ケーナ奏者
- 第24回生：藏内勇夫 - 福岡県議会議員、日本獣医師会会長、アジア獣医師会連合（FAVA）会長
- 第31回生：黒木瞳（本名：伊地知昭子（旧姓：江上）） - 女優、タカラジェンヌ（宝塚歌劇団月組主演娘役）
- 第33回生：江崎浩 - 東京大学大学院教授、デジタル庁Chief Architect
- 第34回生：平田邦恵 - フリーアナウンサー
- 第36回生：小川聡志 - プロレスラー、ラジオ番組パーソナリティー
- 第37回生
  - 堺田輝也 - 農林水産省大臣官房技術総括審議官兼農林水産技術会議事務局長[3]
  - 田村珠美（旧姓：後藤） - フルート奏者
- 第40回生：池尻浩一 - 競輪選手、福岡県広川町議会議員
- 第41回生：藤木ケンタ - 写真家
- 第43回生
  - 田中福徳 - 競輪選手
  - 橋本大地 - プロゴルファー
- 第49回生：氷室健太郎 - 福岡県広川町長
- 第65回生：井上紗矢香 - シンガーソングライター

## 交通
最寄りの鉄道駅
- JR九州 鹿児島本線「羽犬塚駅」より徒歩10分

最寄りのバス停留所
- 西鉄バス久留米「二本松」バス停より徒歩3分

最寄りの幹線道路
- 国道209号 「八女高前」交差点
- 福岡県道706号筑後城島線

## 周辺
- 福岡県警察 筑後警察署
- 筑後市自家用自動車協会
- 花宗川